# 墨西哥包
墨西哥包是一種香港麵包。常見於香港包餅店及茶餐廳，呈現金黃色的半球形，外觀有點像香港的菠蘿包和日本的蜜瓜包。麵包皮面有鹽、糖、油等材料製成的脆皮，內有奶黃餡料，口感、味道豐富。

## 起源
墨西哥包類似西班牙一種名為貝殼麵包（Concha）的麵包，Concha在當地是貝殼之意，因為麵包的外觀似貝殼，但墨西哥包卻是半球形，外皮不同，並加入吉士餡料，所以墨西哥包的用料、做法及外觀，都和貝殼麵包不一樣。墨西哥曾被西班牙統治，所以這款貝殼狀的西班牙麵包流行於當地。有位香港人曾經在墨西哥做生意，之後回到香港開設冰室，便嘗試揉合港式菠蘿包做法，創造出與貝殼麵包類似有脆皮的麵包，並名為墨西哥包發售，後來這款麵包在香港也很流行。

## 外部連結
- THE ORIGIN OF HONG KONG’S MEXICO BUN: A STORY OF EXILE AND RETURN （页面存档备份，存于）
- 於墨西哥尋找墨西哥包 （页面存档备份，存于）

 维基共享资源上的相關多媒體資源：墨西哥包